# اوت ویل
شهر اوت ویل  در بخش ترکل‌اوئلد در ایالت برن در کشور سوئیس واقع شده‌است که ۴٬۶۰۰ نفر  جمعیت دارد.